# Centro Empresarial Mourisco
Vista aérea do Centro Empresarial Mourisco
O Centro Empresarial Mourisco, localizado em Botafogo, no Rio de Janeiro, foi inaugurado em 1998 no local que abrigava a antiga sede do Clube Botafogo de Futebol e Regatas.
É uma moderna edificação do tipo comercial, dividida em duas torres, com nove pavimentos, um estacionamento térreo e dois subterrâneos. Conta com circuito fechado de televisão, quatro escadas e sete elevadores. Chama a atenção por seu imponente globo folheado a ouro na fachada.
Centro de Convenções Mourisco: Flexibilidade e Modernidade para seu Evento
Com um auditório, três salas flexíveis, áreas para exposições e coquetéis, além de recursos como videoconferência e tradução simultânea, o CEM proporciona tudo que você precisa para realizar eventos corporativos com conforto e tecnologia. Serviços de estacionamento e buffet completam a experiência.
Salas Personalizáveis
Suas salas foram projetadas para permitir a personalização do espaço conforme o perfil de cada evento. Equipamentos de ponta, como projetores multimídia, estão disponíveis para garantir que todas as apresentações e interações fluam sem interrupções.
Localização
Com localização estratégica e fácil acesso no bairro de Botafogo, o CEM é o lugar ideal para empresas que buscam aliar comodidade e modernidade em seus eventos. 
Empresas e Serviços do CEM: Soluções Completas para Facilitar o seu Dia a Dia
O Centro Empresarial Mourisco oferece um mix de empresas e serviços que trazem conveniência e praticidade para o cotidiano de seus ocupantes. Com restaurantes, lanchonetes, cafés, academia com piscina, salão de beleza, e serviços como táxi e estacionamento 24h, o CEM proporciona uma experiência completa. Além disso, a localização estratégica em Botafogo e a infraestrutura moderna garantem que todas as suas necessidades sejam atendidas em um único lugar.

## Escritórios
- PREVI (sede nacional)
- Editora Abril
- Regus
- Banco Pactual (sede nacional)
- People Center
- Towers Watson[2]
- Actelion
- Logística Intermodal
- Banco Modal (sede nacional)